# Boris Juraga
Boris Juraga was een Amerikaans artdirector. Hij won een Academy Award in de categorie Beste Artdirection voor de film Cleopatra.

## Selectieve filmografie
- Cleopatra (1963)
- Doctor Faustus (1967)
- The Honey Pot (1967)
- Candy (1968)
- Monte Carlo or Bust! (1969)
- Orca (1977)